# Society for Promoting Christian Knowledge
La Society for Promoting Christian Knowledge (en français, Société pour répandre la doctrine chrétienne), est une organisation de mission anglicane fondée le 8 mars 1699.

## Histoire

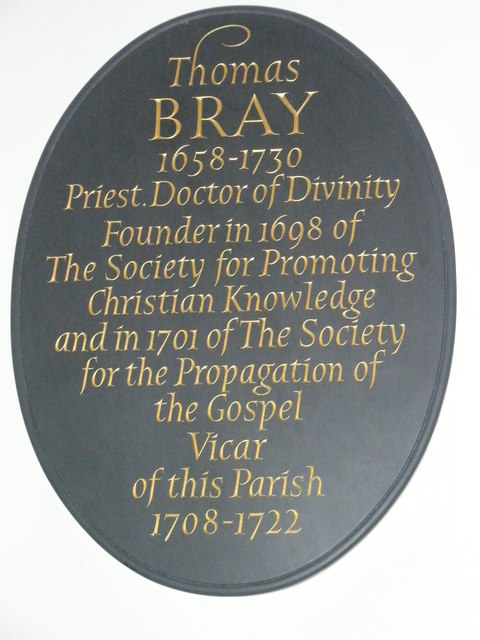
Thomas Bray et la SPCK.

La société est fondée en 1699 par le pasteur anglais Thomas Bray (en) et un petit groupe d'amis. Ses premiers dirigeants sont Anton Wilhelm Boehm et Friedrich Michael Ziegenhagen. 
La société est fondée dans la perspective d'encourager l'éducation chrétienne ainsi que la publication et la distribution d'ouvrages de littérature religieuse. 
Depuis 1839, sous le règne de Victoria, la société est placée sous le patronage du souverain britannique.